# Генріх Баттенберг
Генріх Моріц фон Баттенберг (нім. Heinrich Moritz von Battenberg; 5 жовтня 1858, Мілан, Італія — 20 січня 1896, Сьєрра-Леоне) —
німецький принц з династії Баттенбергів.

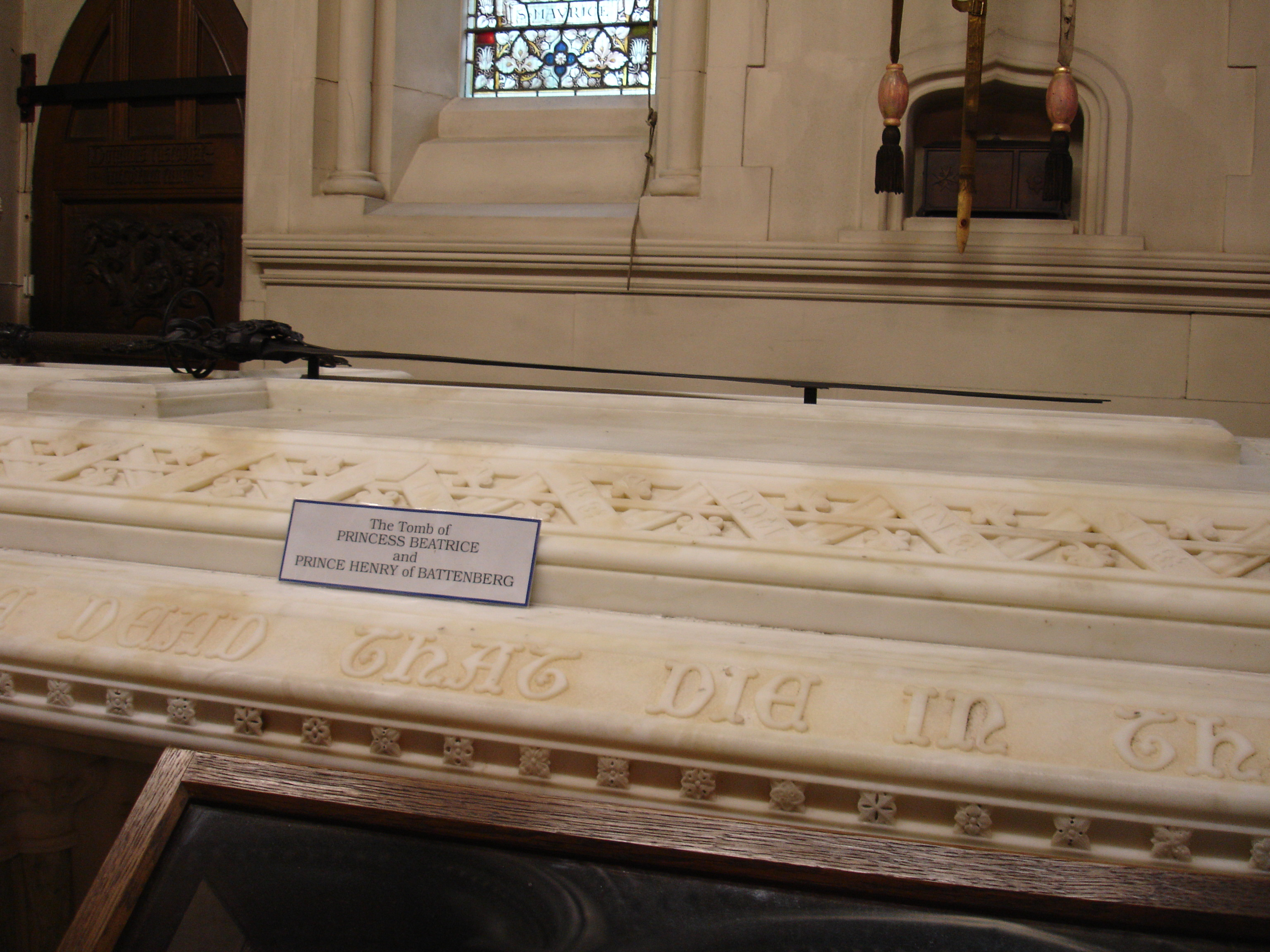
Похоронення принца Генріха Баттенберга та принцеси Беатриси, Церква Святого Мілдреда, острів Вайт

## Молодість
Генріх народився 5 жовтня 1858 року в Мілані. Він став третім сином принца Александра Гессен-Дармштадтського та графині Юлії Гауке, чий шлюб був морганічним, оскільки Юлія не розглядалася власне дружиною принцу правлячої династії, будучи тільки графинею. Таким чином, в момент свого народження, Генріх не міг взяти ім'я свого батька і тому був названий як граф Генріх Моріц Баттенберг. Коли ж мати Генріха стала принцесою, її син успадкував її титул і теж став принцом. Щоправда прав на успадкування трону Гессе в Генріха не було.
Принц Генріх отримав військову освіту та пройшовши комісію став лейтенантом 1 полку рейнських гусар прусської армії. Він служив у прусському корпусі та був почесним полковником 1-го піхотного полку Болгарії, де його брат Александр був принцом.

## Одруження
Через їхній тісний зв'язок з герцогським домом Гессе, Баттенберги увійшли у тісний контакт з багатьма правлячими родами Європи, в тому числі британського королівського дому. Старший брат Генріха — Луї Баттенберг одружився з принцесою Вікторією Гессен-Рейнською. 
У 1884 році принц Генріх заявив про заручини з принцесою Беатрисою, п'ятою та наймолодшою дочкою королеви Вікторії та принца-консорта Альберта. Королева дала свою згоду на шлюб тільки за умови, що подружжя житиме в Британії. Офіційно про шлюб повідомили 27 січня 1885 року.
22 липня 1885 року королева возвела принца Генріха в лицарі та дарувала йому титул Вашої Королівської Високості, щоби урівняти їх з дружиною. Але цим титулом Генріх користувався лише в Об'єднанному Королівстві, а в Німецькій імперії все ще користувався звертанням до себе «Вашої Високості».
Генріх та Беатриса повінчалися в Церкві Святого Мілдрена у Віппінгемі, поблизу Осборна 23 липня 1885 року. В той же день Генріх був визнаний британським підданим та увійшов до складу палати лордів. Королева також вручила зятю Орден Підв'язки і призначила членом Таємної ради Великої Британії. Генріх став полковником британської армії, а також комендантом замку Керісбрук і губернатором острову Вайт. У принца та принцеси було четверо дітей.

## Останні роки
В листопаді 1895 року Генріх переконав королеву Вікторію, щоб та позволила йому поїхати в Африку та воювати у війні в Ашанті. Він служив військовим секретарем головнокомандувача британських військ, генерала Френсіса Скотта. Він захворів на малярію, коли експедиція знаходилась вже в 30 милях від Кумасі і згодом помер на борту крейсера HMS Blonde, пропливаючого вздовж берегів Сьєрра-Леоне. Похорони відбулися 5 лютого 1896 року в тій же самій Церкві Святого Мілдрета на острові Вайт. Там же в серпні 1945 року була похована його дружина.

Герб принца Генріха Баттенберга

## Титули
- 5 жовтня 1858 — 21 грудня 1858: Його Славна Величність граф Генріх Баттенберг
- 21 грудня 1858 — 22 липня 1885: Його Світлість принц Генріх Баттенберг
- 22 липня 1858 — 20 січня 1896: Його Королівська Величність принц Генріх Баттенберг

## Нагороди

### Велике герцогство Гессен
- Орден Філіппа Великодушного, великий хрест з мечами (18 травня 1875)
- Орден Людвіга (Гессен-Дармштадт), великий хрест (23 квітня 1885)

### Британська імперія
- Орден Підв'язки (23 липня 1885)
- Медаль Золотого ювілею королеви Вікторії (1887)
- Член Таємної ради (20 листопада 1894)

### Третє Болгарське царство
- Орден «Святий Олександр», великий хрест
- Пам'ятна медаль визволення Болгарії

### Інші країни
- Орден дому Саксен-Ернестіне, великий хрест
- Орден Вендської корони, великий хрест із золотою короною (Мекленбург)
- Орден князя Данила I, великий хрест (Князівство Чорногорія)
- Орден «Османіє» 1-го класу (Османська імперія)
- Орден Вежі й Меча, великий хрест (Португальське королівство)
- Орден Червоного орла, великий хрест (Королівство Пруссія)
- Орден Зірки Румунії, великий хрест
- Орден Таковського хреста, великий хрест (Королівство Сербія)